# Алло, Энди
Энди Алло (фр. Andy Allo; род. 13 января 1989, Баменда) — американская певица, гитаристка и актриса, камерунского происхождения. В 2009 году выпустила свой первый из пяти альбомов, а в 2011 присоединилась к созданной музыкантом Принсом группе The New Power Generation. Как актриса наиболее известна своими ролями в комедийно-драматическом сериале «Игра» 2011 года, ролью в фильме 2017 года «Идеальный голос 3» и главной ролью в сериале «Загрузка» 2020 года.

## Ранняя жизнь и образование
Алло родилась в Баменде, Северо-Западный регион Камеруна. Она младшая из пяти братьев и сестёр. Интерес к музыке проявился у неё в раннем возрасте, мать научила её играть на фортепиано в семь лет. Алло имеет двойное гражданство в США и Камеруна. Эмигрировала в США со своей сестрой Сюзанной в Сакраменто в 2000 году в возрасте одиннадцати лет, присоединившись к трём другим братьям и сёстрам. Её отец Андрей Алло — эколог.
Образование в США началось в седьмом классе средней школы в Сакраменто, а в 2006 году она окончила фундаментальную среднюю школу Эль Камино в Сакраменто. После школы Алло поступила в Американский речной колледж в северном округе Сакраменто Во время обучения в колледже образовала свою музыкальную группу Allo and the Traffic Jam.

## Карьера
Первым сольным концертом Алло стала ночь с открытым микрофоном в 2008 году в зале Fox & Goose Public House в центре Сакраменто. В 2009 году она выпустила свой первый альбом «UnFreshr», состоящий из 12 оригинальных песен.
В 2011 году была приглашена в качестве певицы и гитаристки в группу американского музыканта Принса The New Power Generation Начала сотрудничество с Принсом во время его концертного тура записав треки: «Superconductor», «The Calm» и «Long Gone», которые появились в альбоме Алло «Superconductor».
Альбом «Superconductor» был выпущен певицей 20 ноября 2012 года, и дебютировал на первой строчке в чартах Amazon.com Soul и R&B во Франции, Великобритании и США. В записи альбома также участвовали музыканты Масео Паркер и Trombone Shorty.Она также появилась в трёх песнях в альбоме Принса 2014 года «Art Official Age», в «Breakdown» она поёт бэк-вокал, а в «What It Feels Like» и «Time» она поёт соведущим вокалом. Приняла участие в записи альбома «Hit n Run Phase Two» Принса в 2015 году, в треке «Rocknroll Loveaffair».
В октябре 2014 года она выпустила сингл «Tongue Tied». В 2015 году она сотрудничала с Принсем над кавер-проектом под названием Oui Can Luv.
Впервые появилась на экране в 2011 году в трёх эпизодах комедийно-драматического сериала «Игра».
В 2017 году сыграла в фильме «Идеальный голос 3» в роли Серенити, участницы группы Evermoist, вместе с Руби Роуз. С 2020 года снимается в сериале «Загрузка» в одной из главных ролей.

## Дискография

### Альбомы
- UnFresh (2009)
- Superconductor (2012)
- Hello (2015)
- Oui Can Luv (2015)
- One Step Closer (2017)

## Фильмография
| Год     | заглавие          | Роль     | Примечания |
| ------- | ----------------- | -------- | ---------- |
| 2017 г. | Идеальный голос 3 | Серенити |            |
| 2023 г. | Миссия ассасина   | Мали     |            |

| Год     | заглавие                           | Роль                  | Примечания                                                     |
| ------- | ---------------------------------- | --------------------- | -------------------------------------------------------------- |
| 2018 г. | Чёрная молния                      | Зои Б.                | Эпизод: «Книга последствий: Глава вторая: Блюз Чёрного Иисуса» |
| 2020 г. | Чикаго Файр                        | Лейтенант Венди Сигер | Сезон 8, Повторяющаяся роль                                    |
| 2020 г. | Загрузка                           | Нора Энтони           | Главная роль                                                   |
| 2023 г. | Звёздные войны: Бракованная партия | Лиана Хазард          |                                                                |